# 地元新聞
地元新聞（じもとしんぶん）は、大分県日田市の株式会社地元新聞社が大分県日田市、福岡県朝倉市、朝倉郡、うきは市、久留米市　（旧田主丸町）を中心に発行する隔週刊の無料配布新聞である。日本タウン誌協会会員。

## 概要
公称部数は60,300部。日田市版が25,300部、甘木･朝倉・浮羽版が35,000部で、大分合同新聞、読売新聞、毎日新聞、朝日新聞、西日本新聞に折込で配布されるほか、市役所や駅等でも無料配布される。

## 配布地域
- 日田市
- 朝倉市
- 久留米市（旧田主丸町）
- 朝倉郡

## 紙面構成
タブロイド判オールカラー8ページで、光沢のある上質の紙を使用する。地元での出来事やイベント案内、読者欄があるが無料紙の性格上広告が多く、全面広告ページもある。

## 発行元
- 地元新聞社
  - 大分県日田市玉川町3丁目624-22